# Juan Carlos Romanín
Juan Carlos Romanín SDB (* 4. November 1954 in Sarandí) ist Altbischof von Río Gallegos in Argentinien.

## Leben
Juan Carlos Romanín trat der Ordensgemeinschaft der Salesianer Don Boscos bei, legte am 21. Dezember 1978 die Profess ab und empfing am 24. Oktober 1981 die Priesterweihe.
Papst Benedikt XVI. ernannte ihn am 25. Oktober 2005 zum Bischof von Río Gallegos. Der Bischof von Lomas de Zamora, Agustín Roberto Radrizzani, spendete ihm am 17. Dezember desselben Jahres die Bischofsweihe; Mitkonsekratoren waren Esteban María Laxague SDB, Bischof von Viedma, und Alejandro Antonio Buccolini SDB, emeritierter Bischof von Río Gallegos.
Von seinem Amt trat er am 18. April 2012 zurück.